# Pulsatilla ambigua
Pulsatilla ambigua là một loài thực vật có hoa trong họ Mao lương. Loài này được Turcz. ex Pritz. miêu tả khoa học đầu tiên năm 1841.